# Pentax K-3
Die Pentax K-3 ist eine digitale Spiegelreflexkamera, die vom japanischen Hersteller Ricoh unter der Marke Pentax vertrieben wird. Sie wurde am 8. Oktober 2013 als neues Spitzenmodell der Produktpalette vorgestellt. Zentrale Komponente ist ein von Sony entwickelter CMOS-Sensor, bei dem die A/D-Wandler für die Signalwandlung direkt auf dem Chip untergebracht sind. Er bietet eine effektive Auflösung von 23,35 Megapixeln auf 366 mm² und eine maximale Bildgröße von 6016 × 4000 Pixel. 2014 gewann die Kamera den TIPA Photo & Imaging Award in der Kategorie Best DSLR Expert.

## Wichtige Merkmale
Das Sensorformat 23,5 mm × 15,6 mm (APS-C) entspricht einem Formatfaktor von etwa 1,535 gegenüber dem Kleinbildformat.

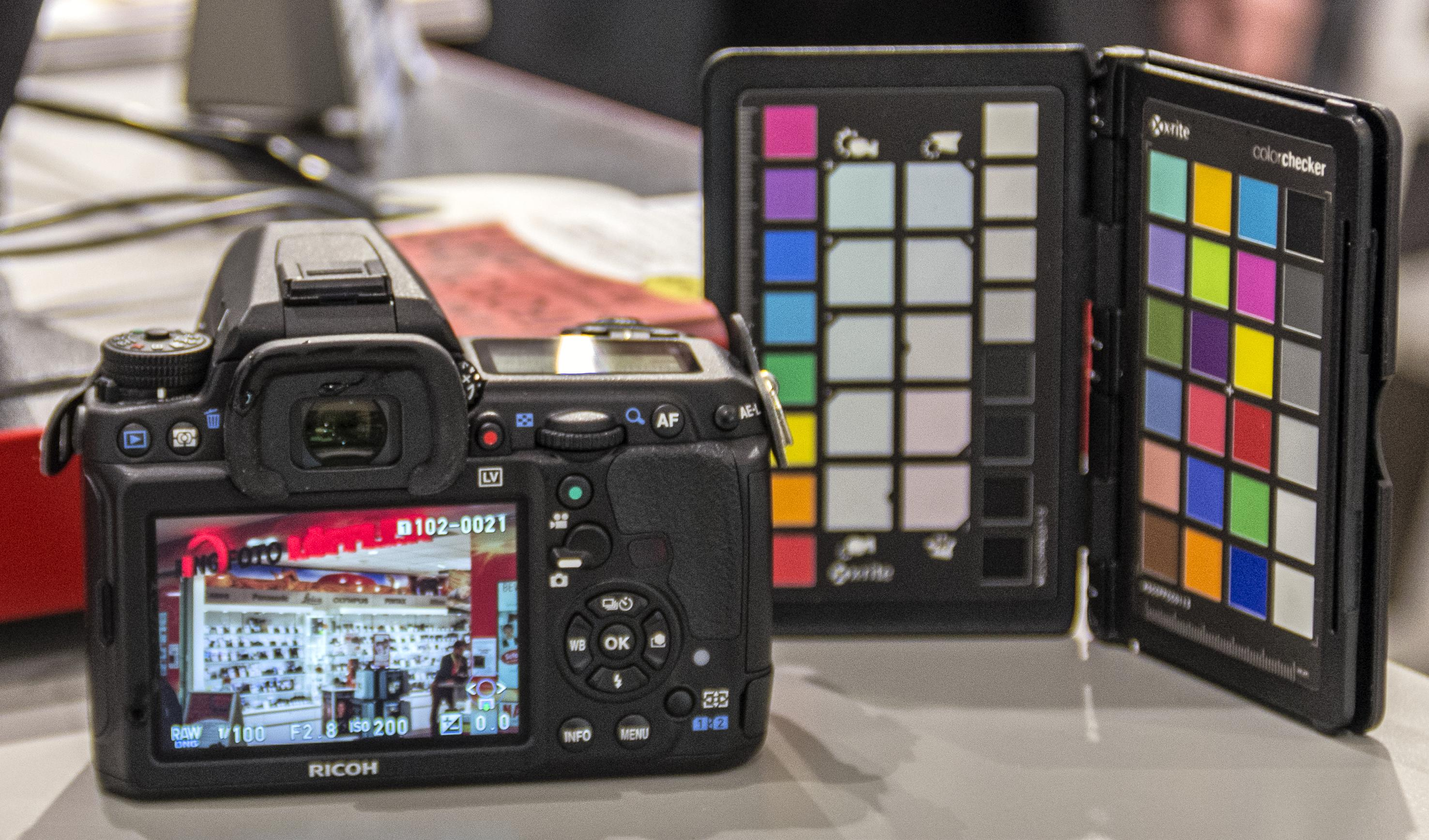
Rückansicht der Kamera mit x-rite colorchecker passport als Größenvergleich

Für das Bildstabilisierungs-System Shake Reduction (SR) gibt der Hersteller eine Wirksamkeit von bis zu 4 LW an. Der 3D-Bildstabilisator ist im Gehäuse eingebaut und kann durch Bewegung des Sensors Verwacklungen in allen 3 Achsen und Rotationen korrigieren. Er funktioniert mit allen Objektiven, bei älteren oder adaptierten Objektiven muss gegebenenfalls die verwendete Brennweite manuell im Menü ausgewählt werden. Dieses System des Bildstabilisators bietet noch zwei weitere Funktionalitäten.
Die eine unterdrückt den Moiré-Effekt, da man zur Steigerung der Auflösung auf einen Antialiasing-Filter verzichtet hat. Dazu kann der das SR-System während der Belichtung in zwei Stufen bewegt werden, um das Aliasing durch eine Bewegungsunschärfe im Subpixelbereich zu unterdrücken. Die Bewegungsfrequenz dafür liegt bei 500 Hz und arbeitet sicher bis zu Verschlusszeiten von 1/1000 Sekunde bringt aber auch bis 1/8000s Verbesserungen des Bildes. Das ist das erste schaltbare Anti-Moiré System.
Die zweite Funktion ist eine Tilt-Shift-Funktion, mit der es möglich ist, den Sensor in 24 Stufen um ±1,5 mm horizontal und vertikal zu bewegen und den Sensor in 8 Stufen um ±1° zu verkippen. Damit erreicht man eine Bildausschnittsanpassung. Des Weiteren wird über diesen Mechanismus die Astrotracerfunktion realisiert, so dass bei sehr langen Belichtungszeiten die Sterne nicht als Kreisbögen, sondern als Punkte dargestellt werden.
Die Stromversorgung erfolgt mit einem wiederaufladbaren Lithium-Ionen-Akku vom Typ D-LI90. Bei angesetztem Batteriegriff D-BG5 kann die Versorgung aus dem Batteriegriff entweder mit einem weiteren Lithium-Ionen-Akku oder mit sechs NiMH-Akkus der Bauform AA erfolgen.
Das Gehäuse ist mit 92 Dichtungen gegen Spritzwasser, Feuchtigkeit, Sand und Staub abgedichtet.
Das Gewicht beträgt ohne Akku und Speicherkarte 715 g, betriebsbereit 795 g. Die Maße der Kamera sind 131,5 mm × 100 mm × 77,5 mm (B × H × T). Ein als Zubehör erhältlicher Batteriegriff ist ebenfalls gegen Staub und Spritzwasser geschützt. Die Kamera kann nach Angaben des Herstellers für den Dauerbetrieb im Temperaturbereich von −10 °C bis +40 °C vorgesehen.
Im Videomodus sind die Auflösungen Full HD (1920×1080, 60i/50i/30p/25p/24p), 4K und HD (1280×720, 60p/50p/30p/25p/24p) vorhanden; die Datenformate sind dabei H.264/MPEG-4 AVC (MOV) für Videos oder Motion JPEG (AVI) bei Interval Film-Aufnahmen in 4K. Die Belichtung und der Ton sind manuell steuerbar. Ein Anschluss für Stereomikrofon und ein Kopfhörerausgang sind vorhanden.
Urheberrechtsinformationen und der Name des Fotografen können von der Kamera direkt in die Exif-Daten der Bilder eingebettet werden.
Die Kamera hat einen HDR-Modus integriert, mit dem sich auch Freihand-HDR-Aufnahmen aufnehmen lassen. Die Kamera nimmt drei Bilder mit −3, 0, +3 LW auf und richtet die Bilder automatisch aneinander aus. Die Stärke des Effekts ist automatisch sowie in vier Stufen wählbar. Das Ergebnis kann auch im Raw-Format gespeichert werden.
Eingebaut ist eine zweiachsige elektronische Wasserwaage, die bei der Ausrichtung der Kamera hilft. Sie kann auch zur automatischen Ausrichtung der Bilder bei der Aufnahme durch den beweglich gelagerten Bildsensor genutzt werden.
Bei allen Objektiven der Pentax-Baureihen DA (außer Fisheye 10–17 mm), DA*, DAL, D-FA, den jeweils baugleichen Samsung D-Xenon und D-Xenogon sowie drei FA-Limited-Objektiven (31 mm 1,8, 43 mm 1,9 und 77 mm 1,8) kann die Verzeichnung und laterale chromatische Aberration (Farbquerfehler) schon bei der Aufnahme von der Kamera korrigiert werden. Wenn diese Funktion aktiviert ist, verlängert sich die bis zum Abspeichern benötigte Rechenzeit.

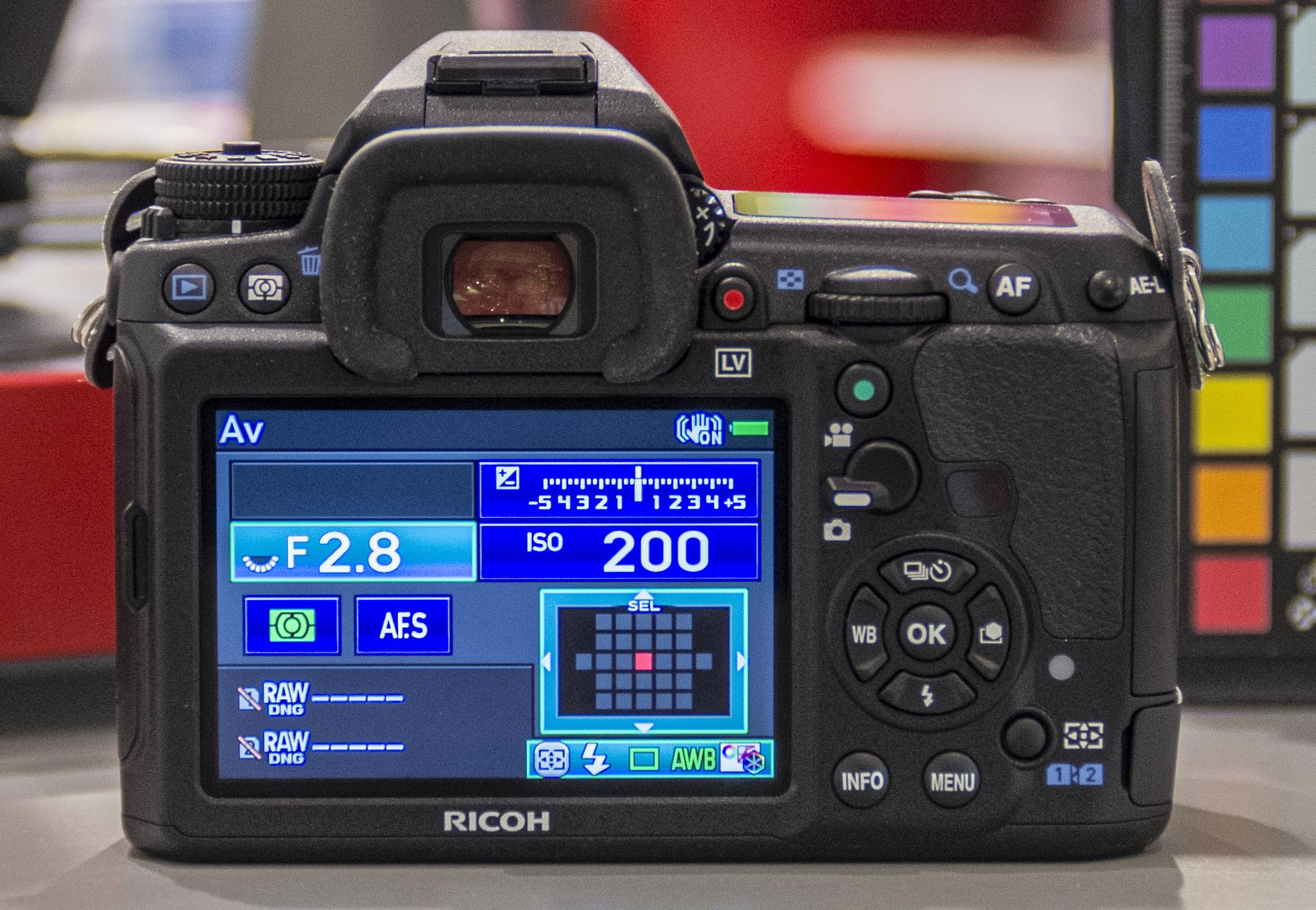
Rückseite
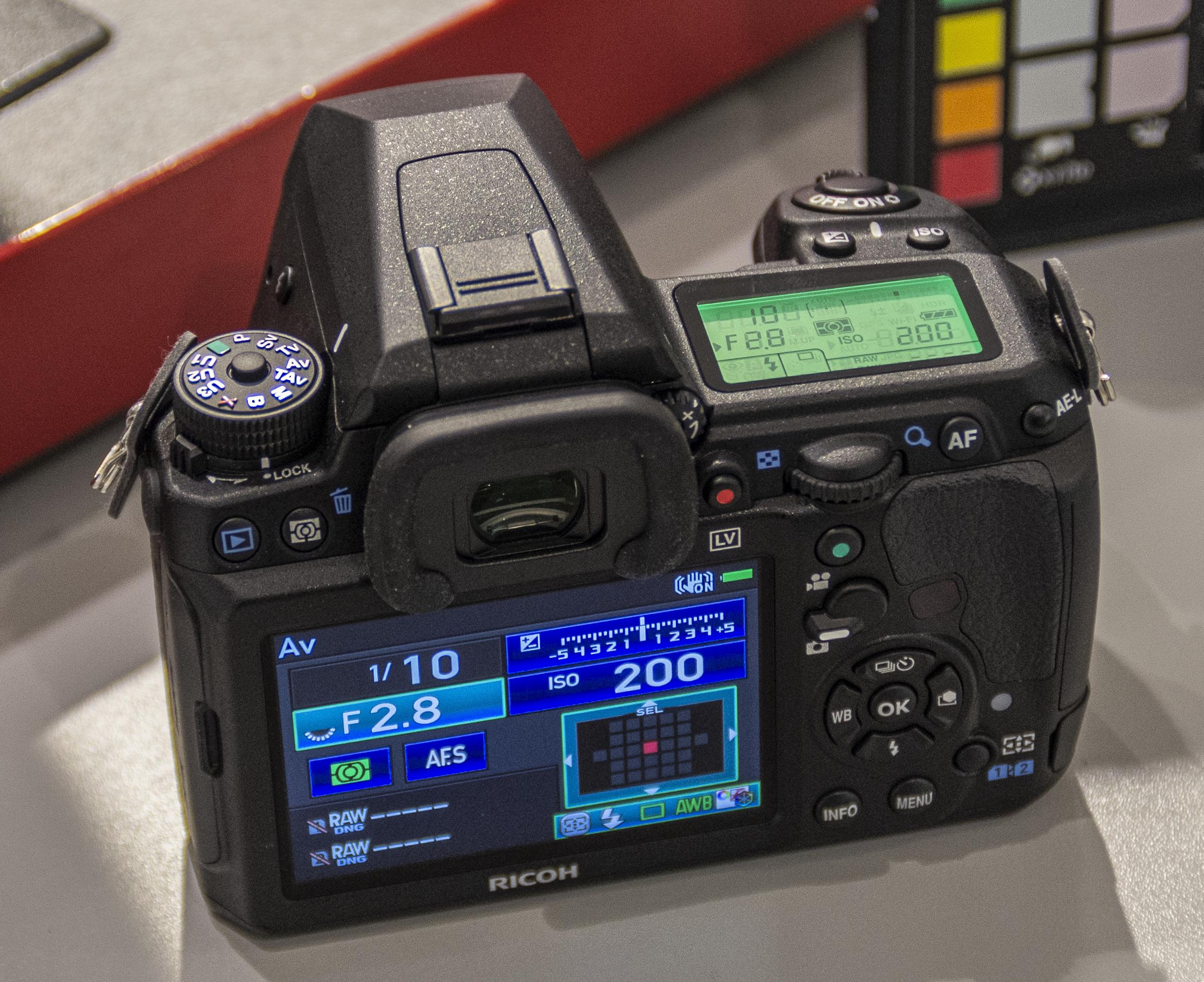
Rück- und Oberseite
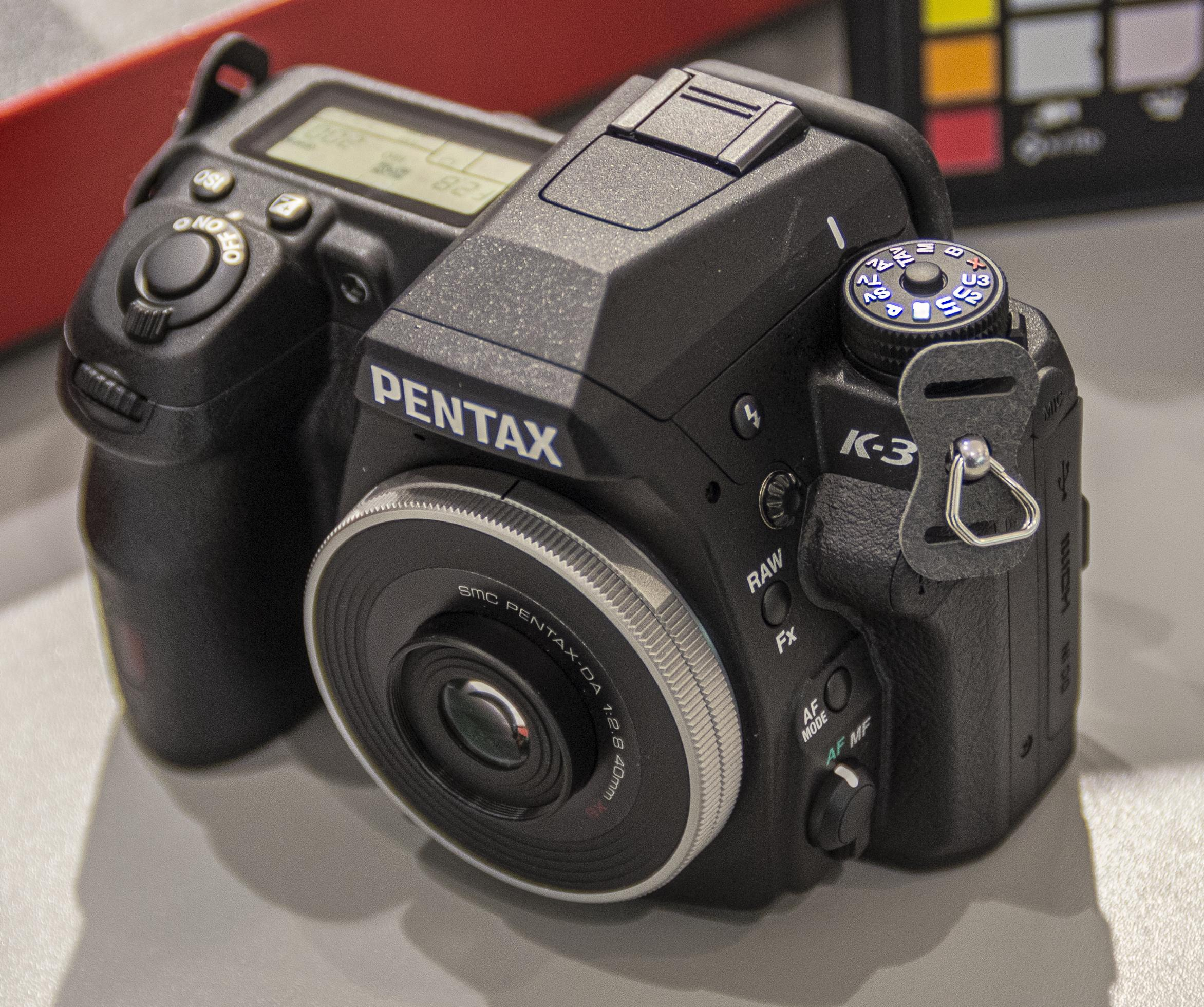
Vorderseite mit 40 mm XS Objektiv und Draufsicht
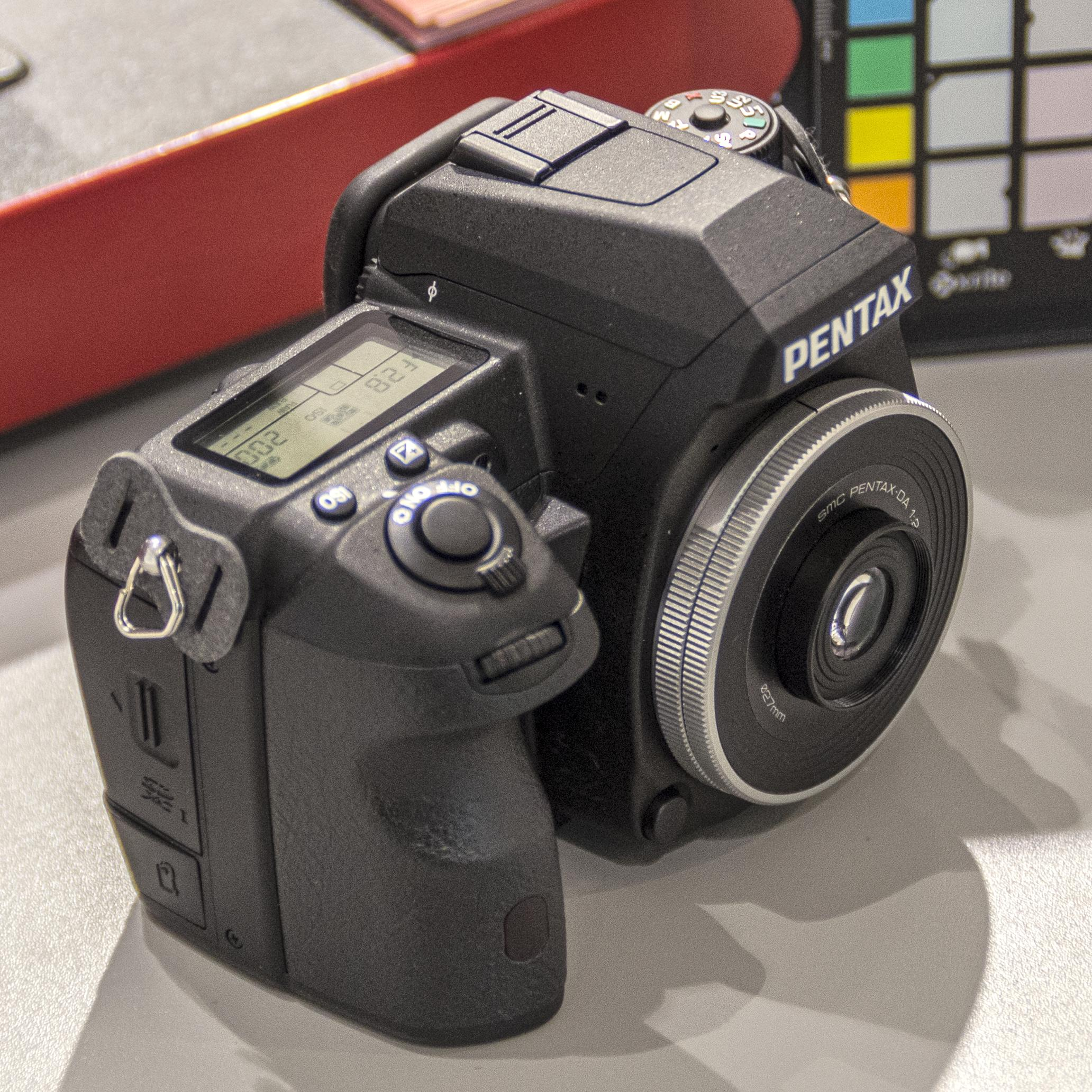
Vorderseite mit 40 mm XS Objektiv und Draufsicht
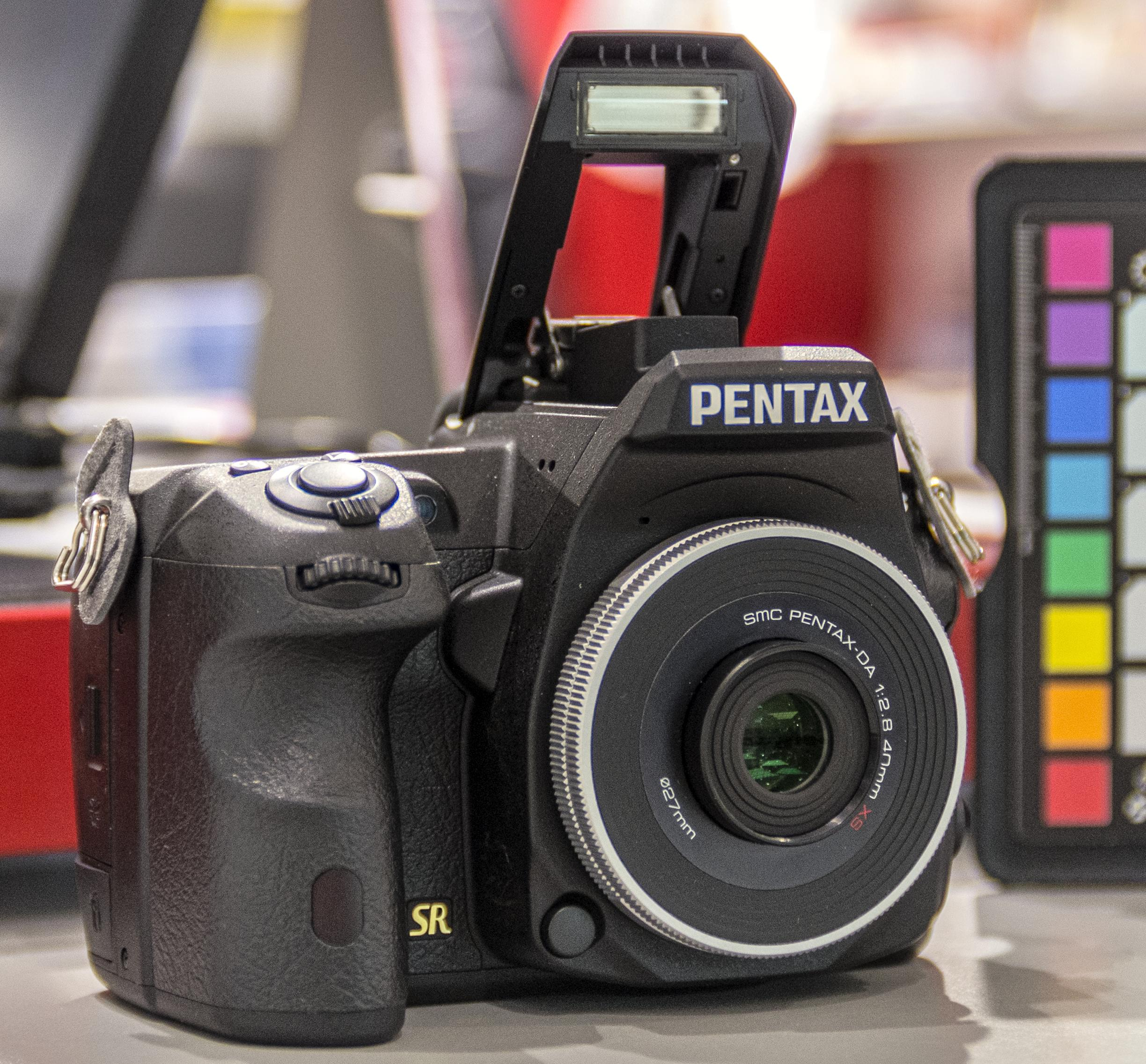
Vorderseite mit aufgeklappten Blitz

## Bajonett und Objektive
Das KAF2-Bajonett ist rückwärtskompatibel mit allen K-Bajonett-Objektiven, die seit 1975 gebaut wurden. Kontakte zur Ansteuerung von Objektiven mit Fokussierung per Ultraschallmotor sind vorhanden. Daneben verfügt die K-3 über einen gehäuseinternen Autofokusmotor, welcher Pentax-AF-Objektive ohne eigenen Motor antreibt. Die Abblendmöglichkeit dient der Schärfentiefen-Vorschau. Für die digitale Bildvorschau wird eine Probeaufnahme auf dem Monitor angezeigt und kann abgespeichert werden.

## Technische Beschreibung
Der Belichtungsindex lässt sich von ISO 100 bis zu ISO 51.200 automatisch und manuell einstellen die Zwischenwerte sind in Halb- oder Drittelstufen einstellbar. Die Verschlusszeiten sind von 1/8000 bis 30 Sekunden einstellbar, dazu gibt es Langzeitbelichtung (B) und Blitzsynchronzeit (X) 1/180 Sekunde. Die Bilder können in den drei Formaten JPG (drei Qualitätsstufen), PEF (ein Pentax-eigenes Raw-Format) und dem herstellerunabhängigen DNG-Format abgespeichert werden. Bilder werden in den Raw-Formaten mit 14 Bit Auflösung gespeichert. Für jeden ISO-Wert kann die Stärke der Rauschreduktion einzeln eingestellt werden.
Die Belichtungsmessung erfolgt mit einem RGB-Sensor mit 86.000 Pixeln, die als Matrix, mittenbetont oder spotorientiert ausgewertet werden können. Korrekturen sind im Bereich von ±5 LW in ⅓-Schritten möglich.
Der Glas-Pentaprismen-Sucher verfügt über eine 0,95-fache Vergrößerung, 100 % Sichtfeld und auswechselbare Mattscheiben, durch neue Beschichtungen ist er im Vergleich zu Vorgängermodellen auch heller geworden.
Das LC-Display hat eine Größe von 3,2 Zoll, eine Auflösung von 1,013 Megapixeln und einen Betrachtungswinkel von bis zu 170°. Über den Monitor kann im Live-View-Modus betrachtet und neben dem normalen Phasen-AF auch mit Kontrastautofokus – dabei wahlweise mit oder ohne Gesichtserkennung – scharfgestellt werden; in beiden Modi ist eine Beurteilung der Schärfentiefe möglich. Der Monitor ist in 49 Stufen kalibrierbar.
Der A/D-Wandler arbeitet mit 14 Bit Farbtiefe. Es existieren eine Feinkorrektur der Weißabgleichs-Voreinstellungen sowie mehrere Speicherplätze für manuellen Weißabgleich. Hinzugekommen ist ein automatischer Mehrfelderabgleich, damit können Mischlichtsituationen besser korrigiert werden. Drei User-Programme dienen zum Abspeichern und raschen Aufrufen einer benutzereigenen Kamera-Konfiguration.
Belichtungsreihen mit drei oder fünf Bildern sind möglich, dabei können unterschiedliche Parameter variiert werden: Belichtungszeit, Weißabgleich, Sättigung, Kontrast und Schärfe. Daneben kann man auch Mehrfachbelichtungen vornehmen. Die aufgenommenen Bilder können über neun Filter bearbeitet werden.
Die Serienbildgeschwindigkeit beträgt maximal 8,3 Bilder/Sekunde (Hi), 5 (Mid) oder 3 Bilder/Sekunde (Lo). Im Hi-Mode können bis zu 60 Bilder als JPEG und 23 Bilder im Raw-format kontinuierlich mit maximaler Geschwindigkeit aufgenommen werden; danach nimmt die Kamera mit reduzierter Geschwindigkeit (abhängig von der maximalen kontinuierlichen Schreibgeschwindigkeit der Speicherkarte) auf.
Das 27-Punkt-Phasendetektions-Autofokus-System (SAFOX XI) ist mit 25 Kreuzsensoren ausgestattet, die beiden verbleibenden sind lineare Sensoren. Die mittleren drei, die vertikal übereinander angeordnet sind, sind für lichtstarke Optiken mit einer Öffnung ab 1:2,8 ausgelegt und ermöglichen damit eine bessere Scharfstellung. Es können unterschiedliche Modi ausgewählt werden; dazu gehören Auto-25, Auto-9, Auto-5, freie Wahl eines Sensors und zentraler Punkt. Im Modus Auto-9 oder Auto-5 kann die Position dieses Feldes innerhalb der 5×5 Matrix frei gewählt werden. Zusätzlich stehen noch folgende Fokussiermöglichkeiten zur Verfügung: Kontrast-AF, Objektverfolgung, Gesichtserkennung, manuelle Fokussierung sowohl über den optischen Sucher als auch über das LC-Display.
Durch die AF-Feineinstellung lassen sich Front- oder Backfokus-Probleme einzelner Objektive korrigieren.
Es sind drei Fokus-Modi möglich: AF-S (einmaliger Autofokus), AF-C (kontinuierlicher Autofokus) und manuell. Für den Autofokus unterschiedliche Kombinationen der Sensoren ausgewählt werden. Bei sehr geringem Licht kann die Kamera zum Fokussieren ein grünes LED-Hilfslicht zuschalten.
Im Live-View ist neben dem Kontrastautofokus eine Fokuspeakingfunktion implementiert, diese zeigt auf dem Display die Stellen des maximalen Kantenkontrasts an und hilft damit beim manuellen Fokussieren die Schärfe an die richtige Stelle im Bild zu legen.
Die Blitzsteuerung eines externen Blitzes kann drahtlos über den eingebauten Blitz erfolgen. Es besteht weiterhin ein X-Synchronkontakt für Blitzanlagen. Blitzen lässt sich auch auf den zweiten Verschlussvorhang (mit dem internen Blitz und mit bestimmten Systemblitzgeräten).
Sowohl für den Photo- als auch für den Videobereich ist eine Intervallsteuerung vorhanden. Im Photobereich können die Intervalle zwischen einer Sekunde und 24 Stunden für bis zu 2000 Aufnahmen gewählt werden. Im Videobereich können die Intervalle von zwei Sekunden bis einer Stunde vorgewählt werden; die maximale Aufnahmezeit beträgt dabei 55 Stunden.